# Selet (Skellefteå socken, Västerbotten)
Selet är en sjö i Skellefteå kommun i Västerbotten och ingår i Kågeälvens huvudavrinningsområde.